# U17-es női CONCACAF-bajnokság
Az U17-es női CONCACAF-bajnokság (angolul: CONCACAF Women's U-17 Championship) egy a CONCACAF által kiírt nemzetközi női labdarúgótorna, amit 2008 óta rendeznek meg, a 17 éven aluli női labdarúgók számára.
A sorozat egyben selejtező is a U17-es női labdarúgó-világbajnokságra.
A címvédő és a legeredményesebb csapat az amerikai válogatott 6 győzelemmel.

## Eredmények
| 2008 Részletek | Trinidad és Tobago                  | USA    | 4 – 1              | Costa Rica | Kanada | 1 – 0 | Mexikó      |
| 2010 Részletek | Costa Rica                          | Kanada | 1 – 0              | Mexikó     | USA    | 6 – 0 | Costa Rica  |
| 2012 Részletek | Guatemala                           | USA    | 1 – 0              | Kanada     | Mexikó | 6 – 0 | Panama      |
| 2013 Részletek | Jamaica                             | Mexikó | 0 – 0 (4 – 2 h.u.) | Kanada     | USA    | 8 – 0 | Jamaica     |
| 2016 Részletek | Grenada                             | USA    | 2 – 1              | Mexikó     | Kanada | 4 – 2 | Haiti       |
| 2018 Részletek | Nicaragua Amerikai Egyesült Államok | USA    | 3 – 2              | Mexikó     | Kanada | 2 – 1 | Haiti       |
| 2022 Részletek | Dominikai Köztársaság               | USA    | 2 – 1              | Mexikó     | Kanada | 3 – 0 | Puerto Rico |
| 2024 Részletek | Mexikó                              | USA    | 4 – 0              | Mexikó     | Kanada | 4 – 1 | Haiti       |

## Éremtáblázat
| # | Ország     |   |   |   |   |
| - | ---------- | - | - | - | - |
| 1 | USA        | 6 | 0 | 2 | 8 |
| 2 | Kanada     | 1 | 2 | 5 | 8 |
| 3 | Mexikó     | 1 | 5 | 1 | 7 |
| 4 | Costa Rica | 0 | 1 | 0 | 1 |